# 隋菲菲
隋菲菲（1979年1月29日—），山东青岛人，中国女子篮球运动员，现为女子篮球教练员。隋菲菲身高1.84米，身体素质好、速度快、技术全面、多次参加亚洲及世界大赛，曾是中国女篮优秀前锋之一。

## 球员经历
隋菲菲于1993年加入济南部队青年队、济南部队队。1995-1996年隋菲菲效力于国家青年队，曾获得1996年亚洲锦标赛冠军。1997年首次入选马跃南执教的国家队，获得东亚运动会第3名。1999年20岁以下全国女篮俱乐部联赛冠军。2001年东亚运动会冠军、世界大学生运动会冠军。2002年世界女篮锦标赛第六，第14届亚运会女篮冠军，曾获得2002-2003年度中国女篮甲级联赛MVP，2003-04赛季、2004-05赛季帮助八一队蝉联WCBA联赛冠军。2005年2月隋菲菲与萨克拉门托君主队签约，协助球队获得队史首个WNBA总冠军。2007-2008年获得WCBA联赛冠军。

## 教练经历
2009年在帮助马跃南任主帅的解放军女篮获得全运会冠军之后，隋菲菲退役，伤病是她退役的主要原因，随即他被任命为八一女篮主帅。2010年她带队进入四强，而2011年球队位列倒数第三。2012年10月在WCBA即将开赛前，八一女篮宣布隋菲菲改任球队助理教练，马跃南担任球队主教练。

## 外部連結
- 隋菲菲在国际奥林匹克委员会的资料